# Данилишин Іван Ярославович
Іван Ярославович Данилишин (нар. 15 листопада 1965, с. Жукотин, Коломийський район, Івано-Франківська область) — український тренер з боксу. Заслужений тренер України (2000), Заслужений працівник фізичної культури та спорту України, віце-президент Федерації боксу Івано-Франківської області та Федерації боксу України, голова технічного комітету Федерації боксу Європи.

## Життєпис
Народився 15 листопада 1965 року в селі Жукотин Коломийського району Івано-Франківської області, нині Україна.
Закінчив Львівський інститут фізкультури у 1989 році. Відтоді працює тренером-викладачем у спортивному клубі «Локомотив» у Коломиї.
У 2004 році був визнаний найкращим тренером року Федерацією боксу України.
Серед його вихованців — Андрій Федчук та Володимир Колесник.